# Cordylomera mourgliai
Cordylomera mourgliai är en skalbaggsart som beskrevs av Karl Adlbauer 1994. Cordylomera mourgliai ingår i släktet Cordylomera och familjen långhorningar.
Artens utbredningsområde är Kenya. Inga underarter finns listade i Catalogue of Life.